# Јошитеру Јамашита
Јошитеру Јамашита (јап. 山下 芳輝; 21. новембар 1977) бивши је јапански фудбалер.

## Каријера
Током каријере је играо за Ависпа Фукуока, Вегалта Сендај, Кашива Рејсол и многе друге клубове.

## Репрезентација
За репрезентацију Јапана дебитовао је 2001. године. За тај тим је одиграо 3 утакмице.

## Статистика
| Јапан  | Јапан   | Јапан  |
| Година | Наступи | Голови |
| ------ | ------- | ------ |
| 2001.  | 2       | 0      |
| 2002.  | 0       | 0      |
| 2003.  | 1       | 0      |
| Укупно | 3       | 0      |